# مقاطعة ثورستون (واشنطن)
مقاطعة ثورستون (بالإنجليزية: Thurston County)‏ هي إحدى مقاطعات ولاية واشنطن في الولايات المتحدة الأمريكية.